# Triaspis shawi
Triaspis shawi är en stekelart som beskrevs av Lopez 2004. Triaspis shawi ingår i släktet Triaspis och familjen bracksteklar. Inga underarter finns listade i Catalogue of Life.